# セントルイス
セントルイス（英語: St. Louis [seɪnt ˈluːɪs, sənt ˈluːɪs]）は、アメリカ合衆国のミズーリ州東部のミシシッピ川とミズーリ川の合流点に位置する商工業都市。郡に属さない独立市である。人口は30万1578人（2020年）。セントルイス都市圏 (MSA) の人口は281万1588人で全米20位（2015年推計）である。

## 概要
20世紀初頭に最も栄えた街で、1904年には第3回夏季オリンピックが開催された。最もフレンドリーな都市としても紹介されたことがあり、域内にある大学をはじめとする教育機関は数多くの留学生を受け入れ、日本人居住者も多い。
また、家賃・公共交通費・水道光熱費・食費などを含め、全米の大都市圏で最も物価が安く（最も物価が安い国内20の都市のうち、6番目と発表されたことがある）、交通の要所としても有名で、陸上、海運、航空ともに交通機関も整備されていることから、生活しやすい都市の一つにも挙げられている。
しかし、市北部・東部には荒廃したスラムが広がり、隣接するイリノイ州イーストセントルイスは全米有数の犯罪都市として有名だが、危険地域以外の治安は悪くない。
イギリスが発表する「グローバリゼーションと世界都市研究ネットワーク」（GaWC）の2019年度版にはガンマ＋の都市と評されるなど、アメリカ中西部有数の世界都市に数えられる。

## 歴史

### 水上交通の要衝
1764年2月14日にフランス人が毛皮の取引所を設け、ルイ9世（聖王）に因んでサン＝ルイ（Saint-Louis、英語ではセント＝ルイス）と命名された。対岸のイーストセントルイス市と共にミズーリとミシシッピの水運を生かした水上交通の要衝として発展した。

### 繁栄
1874年にはイーズ橋が完成し、1904年には万国博覧会が開催され、その併設イベントとしてアメリカ大陸で初めてセントルイスオリンピックが開催されてアメリカにおける地位と注目を高める。
その後鉄道網の発達により水運は衰退して地位を落とすが、1910年代にはシカゴと並ぶ鉄道のハブとして鉄道関連の産業が発達し、1920年代以降の自動車の大衆化に合わせアメリカの東西を結ぶルート66とルート40の通過地となり、さらに自動車製造大手のクライスラーが主要工場を構えるなど、デトロイトに次ぐ自動車工業都市として繁栄した。
他にも「バドワイザー」で有名なアンハイザー・ブッシュ、航空機大手マクドネル・ダグラス（現在のボーイング傘下）や化学薬品大手のモンサントの本社や、トランス・ワールド航空のハブも置かれた他、中西部きっての名門私立大学であるセントルイス・ワシントン大学やセントルイス大学、連邦準備銀行が置かれるなど、1950年代以降には一帯の商業・経済中枢として最盛期には90万人近い人口を数えた。

### 空洞化

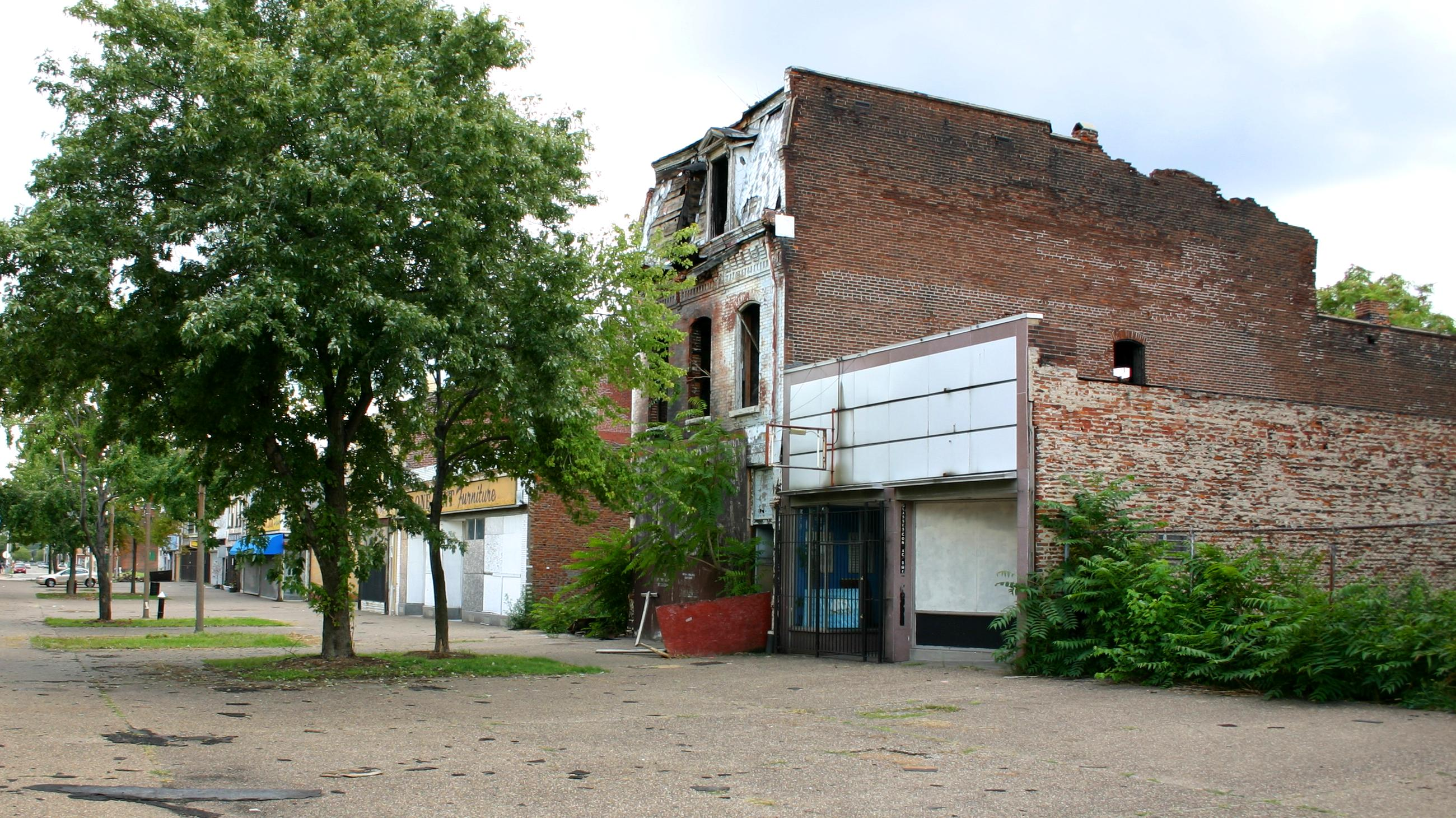
荒廃したノース・カウンティ（2006年）

1970年代以降に市街地老朽化と産業不振により治安・環境が悪化し、急激な人口流出が始まった。この状態は1990年代末まで続いた。そのため市は中心部の再開発に乗り出し、近年は都市圏全体での人口は回復基調にあるものの、依然として市街地の空洞化が問題となっていた。
歴史的にセントルイス市南部が主に裕福な白人中心のコミュニティなのに対して、セントルイス市の北部からセントルイス郡の北部にかけては主にアフリカ系アメリカ人の住民が多い。一帯はノース・カウンティ (North County) と呼ばれ、ホワイト・フライトとスラム化が進行した。近年では北部の人口が減少し、比較的裕福になったアフリカ系アメリカ人が南部や周囲の町に移住するなど、人種構成に変化がおきている。

### 現在
2001年にトランスワールド航空がアメリカン航空に吸収合併されたことを受けて、セントルイスがハブ空港としての地位を喪失した。2000年代には、マクドネル・ダグラスがボーイングに吸収合併されたことを受けて工場の規模が縮小、またクライスラーの工場が閉鎖されるなど人口と産業の郊外流出が目立ち、しばらくは衰退の一途を辿っていた。
しかしながら、モンサント、エマソン・エレクトリック、RGAなどフォーチュン500にランクインする企業は10社近くに上り、また、マスターカード、マイクロソフトなど数多くの大企業が拠点を置いている。その他大学研究施設も多く、医薬品・医療機器・バイオテクノロジーなどケミカルの分野で全米をリードしている。

## 地理
セントルイスは北緯38度38分53秒 西経90度12分44秒 / 北緯38.64806度 西経90.21222度に位置している。アメリカ合衆国統計局によると、この都市は総面積171.3平方キロメートル（66.2平方マイル）である。このうち160.4平方キロメートル（61.9平方マイル）が陸地で11.0平方キロメートル（4.2平方マイルor6.39パーセント）が水地域である。

## 観光

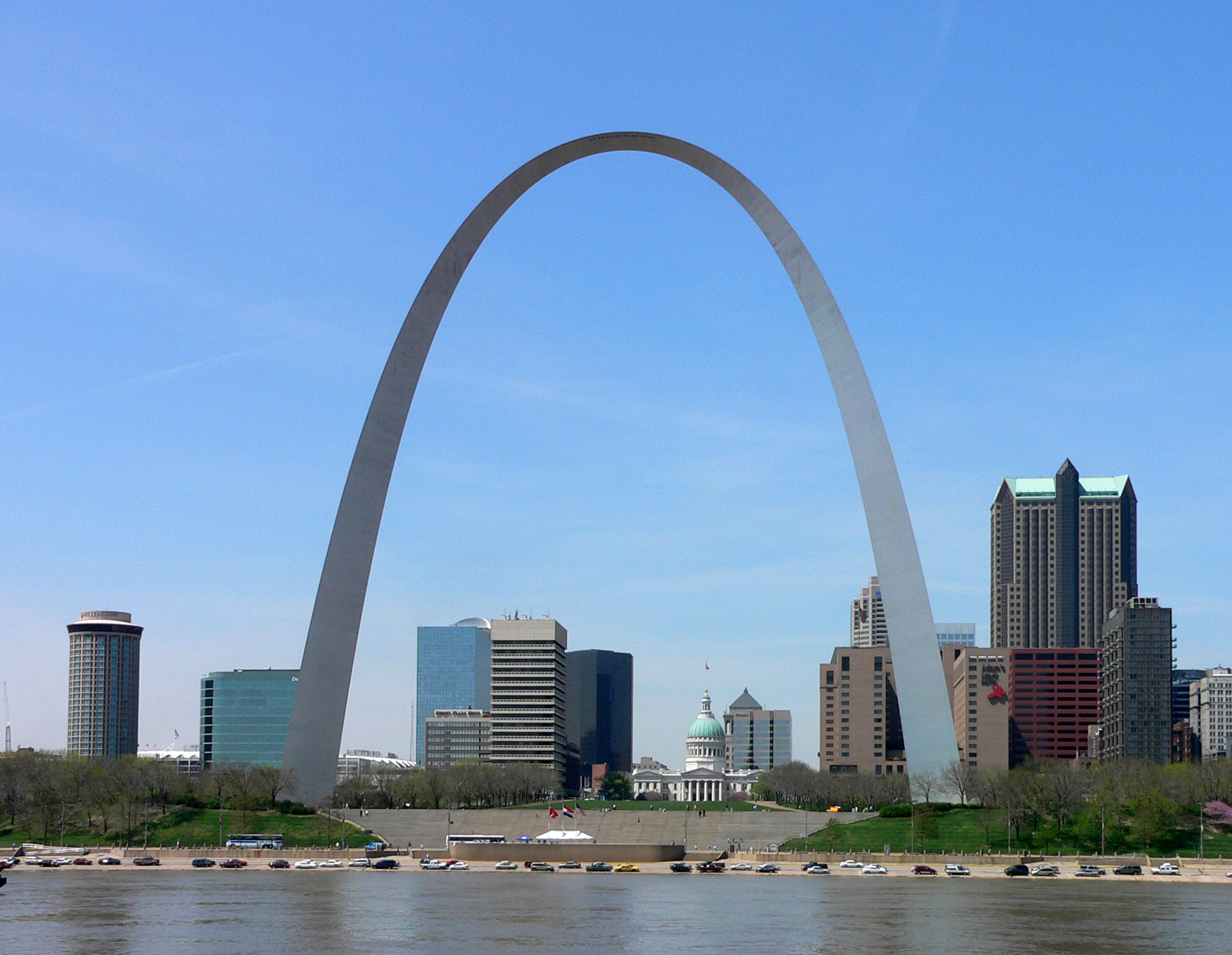
手前から、ミシシッピ川、ゲートウェイアーチ、ダウンタウン

- ゲートウェイアーチ国立公園：セントルイス観光の中心。ゲートウェイアーチに登ればダウンタウンやミシシッピ川を一望にできる。
- ミズーリ植物園：1859年に開園した歴史ある植物園。
- イーズ橋：1874年にミシシッピ川に架けられたアーチ橋。
- フォレストパーク：1876年開園の公園
- ユニオン駅：1894年築の華麗な歴史的建築物。現在は複合施設。

## 人口動勢
以下は2000年国勢調査における人口統計データである。
| 基礎データ - 人口: 348,189人 - 世帯数: 147,076世帯 - 家族数: 76,920家族 - 人口密度: 2,171.1人/km2（5,622.9人/mi2） - 住居数: 176,354軒 - 住居密度: 1,099.7軒/km2（2,847.9軒/mi2） 人種別人口構成 - 白人: 43.85% - アフリカン・アメリカン: 51.20% - ネイティブ・アメリカン: 0.27% - アジア人: 1.98% - 太平洋諸島系: 0.03% - その他の人種: 0.80% - 混血: 1.88% - ヒスパニック・ラテン系: 2.02% 年齢別人口構成 - 18歳未満: 25.7% - 18-24歳: 10.6% - 25-44歳: 30.9% - 45-64歳: 19.1% - 65歳以上: 13.7% - 年齢の中央値: 34歳 - 性比（女性100人あたり男性の人口） - 総人口: 88.6 - 18歳以上: 84.2 | 家族と世帯（対家族数） - 18歳未満の子供がいる: 25.4% - 結婚・同居している夫婦: 26.2% - 未婚・離婚・死別女性が世帯主: 21.3% - 非家族世帯: 47.7% - 単身世帯: 40.3% - 65歳以上の老人1人暮らし: 12.9% - 平均構成人数 - 世帯: 2.30人 - 家族: 3.19人 収入と家計 - 収入の中央値 - 世帯: 27,156米ドル - 家族: 32,585米ドル - 性別 - 男性: 30,106米ドル - 女性: 24,987米ドル - 人口1人あたり収入: 16,108米ドル - 貧困線以下 - 対人口: 24.6% - 対家族数: 20.8% - 18歳未満: 36.4% - 65歳以上: 17.4% |

## 治安
西郊と南郊の高級住宅地を除いて犯罪発生率は高く、モーガン・クイットノー社 (Morgan Quitno) の調査ではデトロイト、ボルチモアと並んで「全米の危険な都市」ランキングのワースト3常連であり、2002年・2006年の調査ではワースト1であった。特に市の北部ではスラムを形成している。また、ミシシッピ川を挟んだ東部にはイリノイ州イーストセントルイス市が位置しているが、ここは産業空白地帯ゆえに都市空洞化が極端に進んで荒廃し、さらに危険である（下記注）。イーストセントルイス市においては人口の97%がアフリカ系であり、全米で最もアフリカ系アメリカ人人口比率の高い都市のひとつとなっている。
犯罪率は高く、2012年に発表されたFBIの統計では、1000人当たりの暴力犯罪発生率は18.6%で全米3位、殺人件数は113で第4位。殺人率は前年より減少したものの、暴力犯罪は劇的に増えている。2019年には10万人当たりの殺人率が64.54人と、全米で1位を記録した。しかし、前述したようにイーストセントルイス市並みに治安が悪い市北部のカウンティが、比率を劇的に釣り上げているためであり、比較的安全といわれている西部や南部のカウンティはそこまで治安は悪くない。それ故セントルイス市では以前から西良し東悪し、南良し北悪しといわれるほど、治安の度合いに明白な差があり、危険地域さえ踏み入らなければ比較的安全という二面性を持っている。全米で治安の悪い大都市はこういったケースが多いが、その顕著な例がセントルイスである。

## 文化

### 芸術
セントルイス交響楽団は1880年創立、全米で2番目に古い交響楽団であり、コロンビアやEMIといった主要レーベルのCD録音によって日本でも名前が知られている。市内のパウエル音楽ホールとニューヨークのカーネギー・ホールで定期演奏会が行われている。
セントルイス・バレエ団は1973年創立。かつては地方巡業が中心で市内での知名度は低かったが、1999年に日本人の堀内元が芸術監督に就任してから年間に3～4種類の公演を行っており、地元に根を下ろしつつある。小品の新作を毎年発表しているほか、新演出による古典の全幕物をレパートリーに持っている （堀内版 『くるみ割り人形』、『ジゼル』など） 。

### スポーツ

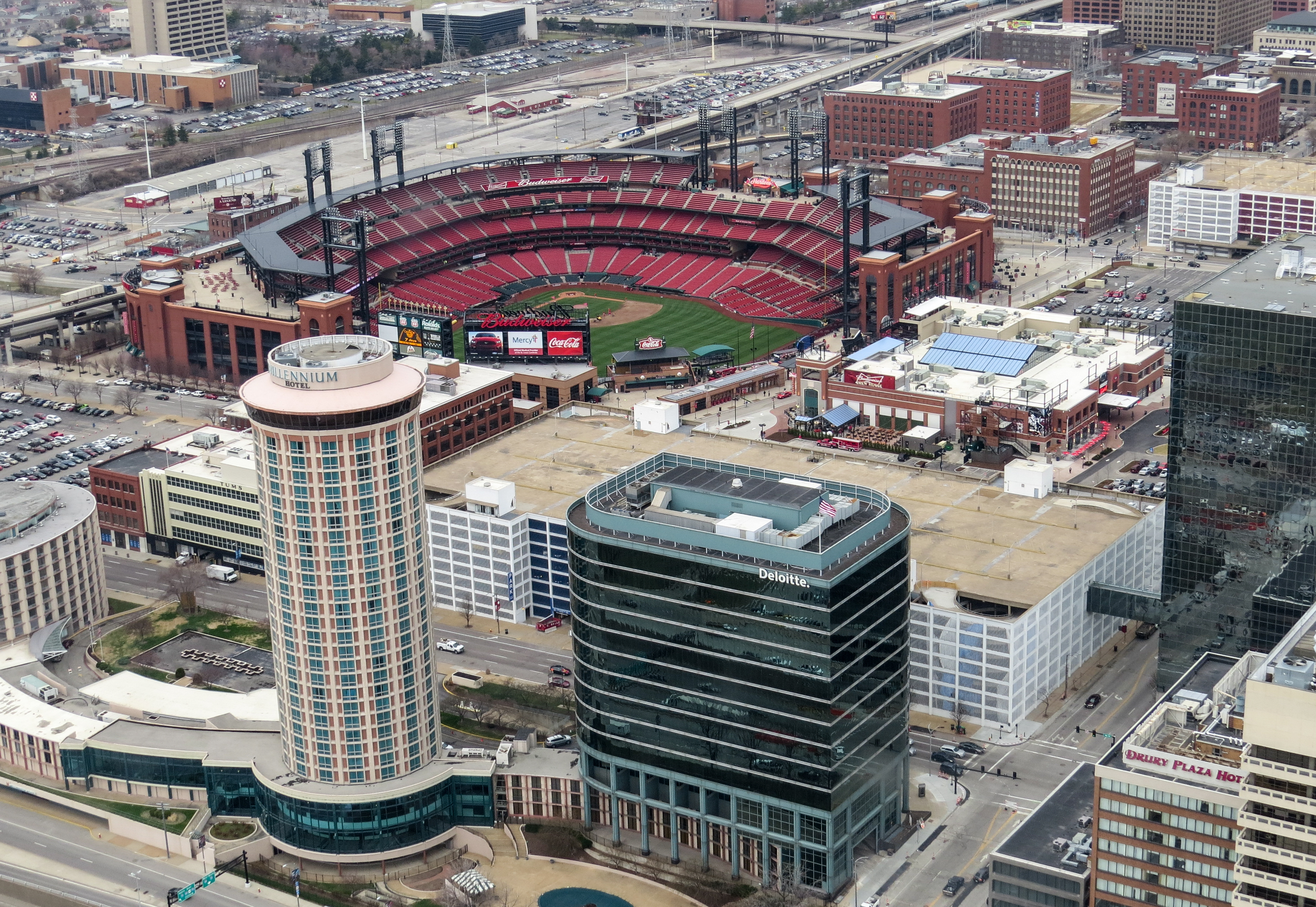
ブッシュ・スタジアム

1904年にセントルイスオリンピックが開催された。
| クラブ                     | 競技           | リーグ                            | 本拠                       | リーグ優勝 |
| -------------------------- | -------------- | --------------------------------- | -------------------------- | ---------- |
| セントルイス・ブルース     | アイスホッケー | ナショナルホッケーリーグ（NHL）   | エンタープライズ・センター | 1          |
| セントルイス・カージナルス | 野球           | メジャーリーグベースボール（MLB） | ブッシュ・スタジアム       | 11         |
| セントルイス・シティSC     | サッカー       | メジャーリーグサッカー（MLS）     | シティパーク               |            |

セントルイスは「全米屈指のベースボール・タウン」と称され、MLBの古豪球団セントルイス・カージナルスに対する熱狂ぶりで有名。
かつてはNFLのセントルイス・カーディナルス、さらにセントルイス・ラムズが本拠地を置いていたものの、いずれも別の都市へ移転している。2020年以降はXFL(2024年以降はUFL)のセントルイス・バトルホークスが本拠地を置く。
1900年代初期より、キール・オーディトリアムを中心としたプロレスリング興行が盛んである。NWAの中心地として、ルー・テーズを世界チャンピオンに認定し、全米のプロレスリングの中心地であった。

### メディア

#### 新聞
St. Louis Post-Dispatchは地域内の主要日刊新聞である。1800年にジョーゼフ・ピューリツァーによって設立され、2005年にLee Enterprisesによって買収されるまでPulitzer Publishingによって所有された。Lee Enterprisesはローカル新聞、Suburban Journalsも所有している。2番手の主要日刊新聞、St. Louis Globe-DemocratはPost-Dispatchが1980年代中頃、夕刊紙から朝刊紙へ変更するまで第一の日刊新聞であった。Post及びGlobeは1年間joint-operating agreement下で運営されていた。Post-Dispatchは1951年に夕刊紙の競争相手、The Star-Timesを買収した。
1900年に、セントルイスは5つの最新日刊新聞、朝刊紙the Globe-Democratと theRepublic及び夕刊紙 the Post-DispatchとStar-Chronicle、同じくドイツ系新聞Westlische Postを持つ事となる。
The Belleville News Democratはイリノイ州ベルビル内で発行された他の日刊新聞であり、セントルイス大都市圏内の多くのイリノイ州コミュニティーをサービスしている。

#### テレビ
セントルイス大都市圏には多様かつ幅広いローカル・テレビジョン放送局があり、1,222,380家庭（合衆国総計の1.11%）と共にアメリカ合衆国内で21番目に大きなメディア・マーケットとなっている。主要なネットワーク・テレビジョン系列は KMOV 4 (CBS) 、KDNL 30 (ABC) 、KSDK 5 (NBC) 、KTVI 2 (Fox) 、KPLR 11 (CW) 、WRBU 46 (MyNetworkTV である。KETC 9 PBS 放送局もある。
いくつかのラジオ放送局もKMOX (1120 AM) を含み、この地域でサービスしている。

## 交通

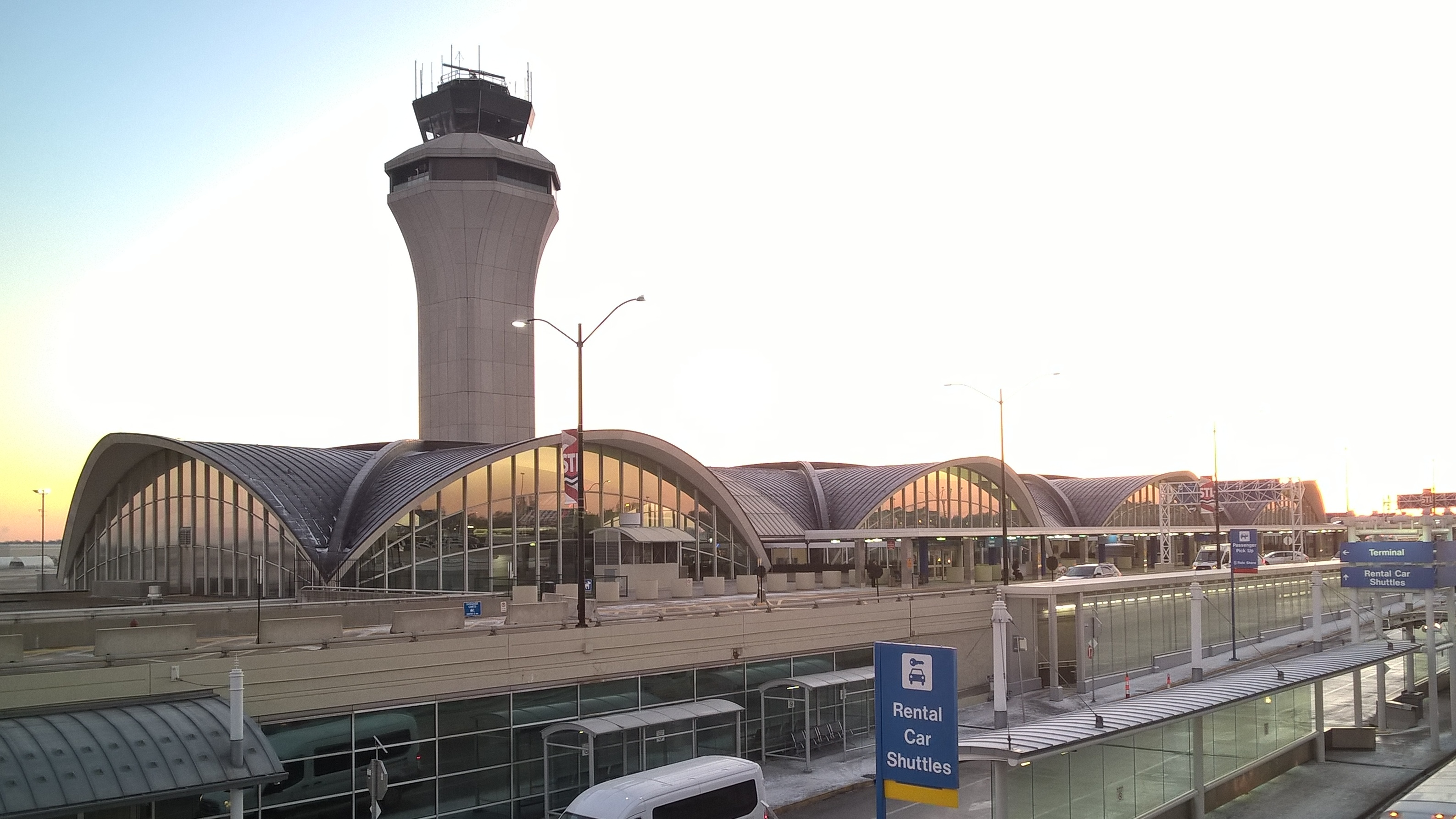
セントルイス・ランバート国際空港

### 空港
- セントルイス・ランバート国際空港

マクドネル・ダグラスの工場が置かれ、サウスウエスト航空の利用が多い。古くはトランス・ワールド航空のハブ空港であった。

### 鉄道
中心駅はセントルイス駅である。
- アムトラック
  - リンカーン・サービス号（英語版） ：セントルイス - イリノイ州シカゴ間
  - ミズーリ・リバー・ランナー号（英語版） ：セントルイス - カンザスシティ間
    - 終点のカンザスシティ・ユニオン駅にてシカゴ - ロサンゼルスを結ぶサウスウェスト・チーフ号に連絡

- メトロリンク

### 道路
- 州間高速道路70号線
- 州間高速道路55号線
- 州間高速道路64号線

## 教育
主要記事：w:Education in Greater St. Louis

### 高等教育

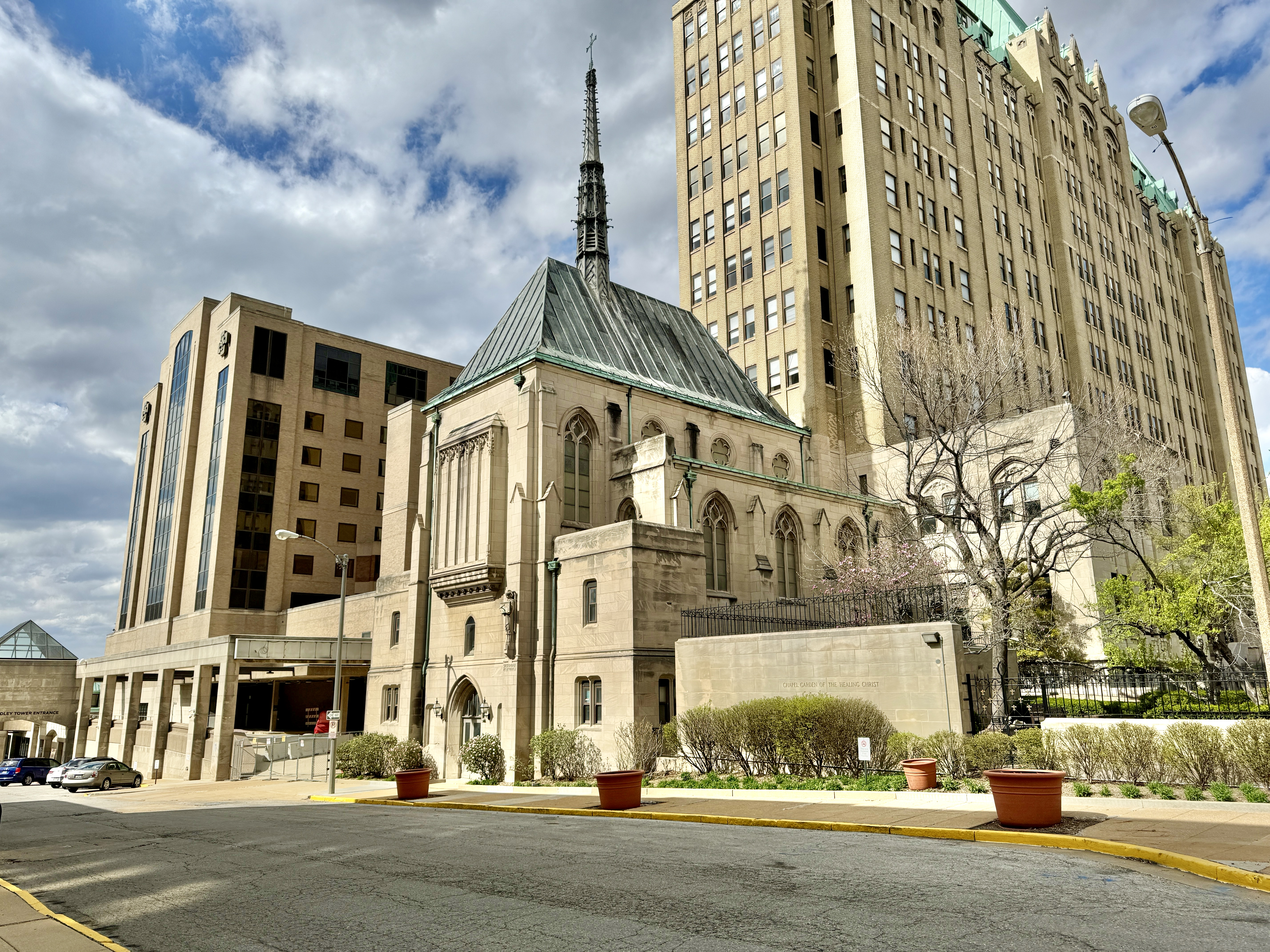
セントルイス大学病院

- セントルイス大学
- セントルイス・ワシントン大学
- ミズーリ大学セントルイス校

## 姉妹都市
セントルイスはSister Cities Internationalによって指定された15個の姉妹都市を有している。
- - ボローニャ（イタリア共和国）
- - ゴールウェイ（アイルランド共和国）
- - ドニゴール（アイルランド共和国）
- - ボゴール（インドネシア共和国）
- - ブルチコ（ボスニア・ヘルツェゴビナ共和国）
- - ジョージタウン（ガイアナ協同共和国）
- - リヨン（フランス共和国）
- - 南京（中華人民共和国）
- - サン＝ルイ（セネガル共和国）
- - サマーラ（ロシア連邦）
- - サン・ルイス・ポトシ（メキシコ共和国）
- - シュトゥットガルト（ドイツ連邦共和国）
- - 諏訪（日本）
- - シュチェチン（ポーランド共和国）
- - 武漢（中華人民共和国）